# Leona Woods
Pour les articles homonymes, voir Léona.
Leona Woods (9 août 1919 – 10 novembre 1986), appelée plus tard Leona Woods Marshall puis  Leona Woods Marshall Libby, est une physicienne américaine qui a collaboré à la construction du premier réacteur nucléaire dans le cadre du Projet Manhattan,.
Elle est l'épouse du physico-chimiste américain Willard Frank Libby.
A l'âge de 23 ans, elle est la plus jeune et la seule femme membre de l'équipe qui a participé à la construction et aux tests du premier réacteur nucléaire du monde (alors appelé une pile),  Chicago Pile-1, dans un projet géré par son mentor Enrico Fermi. En particulier, Woods a joué un rôle déterminant dans la construction puis dans l'utilisation de compteurs Geiger pour l'analyse lors des expérimentations. Elle était la seule femme présente lorsque le réacteur est devenu critique. Elle a travaillé avec Fermi sur le projet Manhattan et a ensuite aidé à évaluer la section efficace du xénon, qui avait empoisonné le premier réacteur de production de Hanford lors de sa mise en service.
Après la guerre, elle est devenue membre de l'Institut Fermi d'études nucléaires de l'Université de Chicago. Elle a en suite travaillé à l'Institute for Advanced Study de Princeton, New Jersey, au Brookhaven National Laboratory et à l'Université de New York, où elle est devenue professeur en 1962. Ses recherches portaient sur la physique des hautes énergies, l'astrophysique et la cosmologie. En 1966, elle divorce de John Marshall et épouse Willard Libby, lauréat du prix Nobel. Elle a déménagé en tant que professeur à l'Université du Colorado et a été membre du personnel de RAND Corporation. Plus tard dans sa vie, elle s'est intéressée aux questions écologiques et environnementales et a conçu une méthode d'utilisation des rapports isotopiques dans les cernes des arbres pour étudier le changement climatique. Elle était une ardente défenseur de l’irradiation des aliments comme moyen de tuer les bactéries nocives.

## Publications
Leona Woods a écrit plusieurs articles et plusieurs livres, dont : 
- Creation of an atmosphere for the moon (1969)
- Fifty environmental problems of timely importance (1970)
- Fifty more environmental problems of timely importance (1970)
- The Uranium People (1979)
- The upside down cosmology and the lack of solar neutrinos (1980)
- Life Work of Nobel Laureate Willard Frank Libby (1982)
- Carbon Dioxide and Climate (1982)
- Past Climates: Tree Thermometers, Commodities, and People (1983)